# Escut de Benetússer
L'escut de Benetússer és un símbol representatiu sense oficialitzar del municipi de Benetússer, a l'Horta Sud, País Valencià. Té el següent blasonament:
Sobre pergamí, un escut ovalat que té en camper d'or quatre pals de gules. Es timbra amb corona de marquès, que és d'or amb pedres i perles, amb vuit florons (quatre de foliats i els altres en piràmides de tres perles; visibles un de sencer i dos mitjos de la primera espècie i dos d'intercalats de la segona). Com a suports, una palma i un ram de llorer.

## Història
L'escut tradicional presenta els quatre pals, l'antic emblema dels reis de la Corona d'Aragó, que figura en molts dels escuts municipals de localitats que pertanyien a aquest territori. La corona fa al·lusió al marqués de Dosaigües, com a senyor que fou de Benetússer.